# قائمة بيم فورتاين
قائمة بيم فورتاين كان حزباً سياسياً في هولندا.

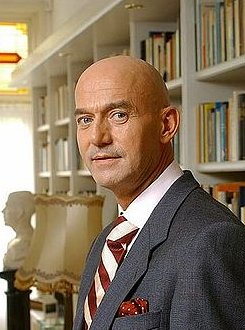
المؤسس والقائد بيم فورتاين في 2002.

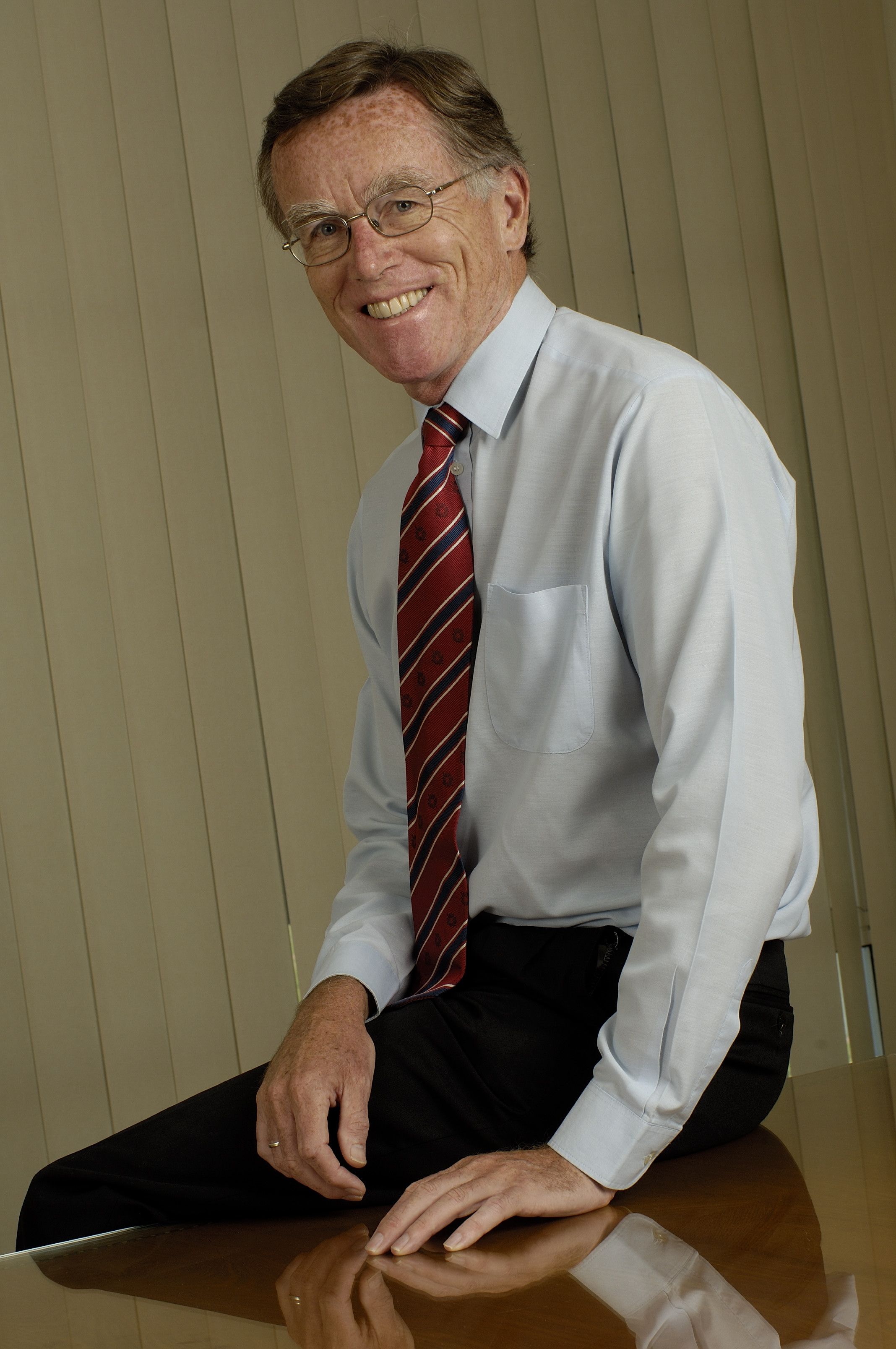
إدوارد بومهوف the LPF نائب رئيس وزراء هولندا in the First Balkenende cabinet.

## نتائج الإنتخاب

### البرلمان
| سنة الإنتخاب | مجلس النواب         | مجلس النواب         | مجلس النواب           | مجلس النواب | الحكومة       | ملاحظات |
| سنة الإنتخاب | # من الأصوات الكلية | % من الأصوات الكلية | # من المقاعد المربوحة | +/–         | الحكومة       | ملاحظات |
| ------------ | ------------------- | ------------------- | --------------------- | ----------- | ------------- | ------- |
| 2002         | 1.614.801           | 17.0 (#2)           | 26 / 150              |             | في الإئتلاف   |         |
| 2003         | 549.975             | 5.7 (#5)            | 8 / 150               | ▼ 18        | in opposition |         |
| 2006 ‏        | 20.956              | 0.2                 | 0 / 150               | ▼ 8         |               |         |

### البرلمان الأوروبي
| سنة الإنتخاب | # من الأصوات الكلية | % من الأصوات الكلية | # من المقاعد المربوحة | +/– | ملاحظات |
| ------------ | ------------------- | ------------------- | --------------------- | --- | ------- |
| 2004 ‏        | 121.509             | 2.6                 | 0 / 27                |     |         |

## القيادة

### قادة الحزب
- بيم فورتاين (2002)
- Mat Herben (2002)
- Harry Wijnschenk (2002)
- Mat Herben (2002–2004)
- Gerard van As (2004–2006)
- Mat Herben (2006)
- Olaf Stuger (2006)

### رؤساء الحزب
- بيم فورتاين (2002)
- Peter Langendam (2002)
- Ed Maas (2002–2003)
- Sergej Moleveld (2004–2006)
- Bert Snel (2006–2008)

## فهرست
- Mudde، Cas (2007). "A Fortuynist Foreign Policy". في Liang، Christina Schori (المحرر). Europe for the Europeans: the foreign and security policy of the populist radical right. Ashgate. ص. 209–222. ISBN:978-0-7546-4851-2. مؤرشف من الأصل في 2020-03-23.
- Rydgren، Jens؛ van Holsteyn، Joop (2005). "Holland and Pim Fortuyn: A Deviant Case or the Beginning of Something New?". في Rydgren، Jens (المحرر). Movements of exclusion: radical right-wing populism in the Western world. Nova. ص. 41–64. ISBN:978-1-59454-096-7. مؤرشف من الأصل في 2020-03-23.